# Identidad y Acción
Identidad y Acción - Pueblo y Libertad (en italiano: Identità e Azione - Popolo e Libertà, abreviado IDeA) fue un partido político italiano de centroderecha, fundado en 2015 y liderado por Gaetano Quagliariello. En 2022 se unió a ¡Cambiemos! para dar vida a Italia en el Centro.

## Historia
El 25 de noviembre de 2015, algunos parlamentarios, liderados por el exministro para las reformas constitucionales Gaetano Quagliariello, salieron de Nueva Centroderecha (NCD) anunciando el nacimiento de Identidad y Acción. El 10 de diciembre siguiente, los senadores Andrea Augello, Luigi Compagna, Carlo Giovanardi y Gaetano Quagliariello abandonaron el grupo "Área Popular" (formado por NCD y UdC) para incorporarse al grupo parlamentario "Grandes Autonomías y Libertad" (GAL).
El 5 y 6 de marzo de 2016, tuvo lugar la primera conferencia político-programática del movimiento en el Auditorio de Via Rieti en Roma, titulada "La nostra Idea" (Nuestra Idea).
IDeA entró a formar parte del grupo "USEI-Idea", presente en el grupo mixto de la Cámara de Diputados. En el Senado, hizo parte del grupo "Grandes Autonomías y Libertad" (GAL) hasta el 18 de mayo de 2017, cuando formó el grupo parlamentario de centroderecha "Federación de la Libertad" junto a los senadores Giovanni Bilardi y Ulisse Di Giacomo (salidos de Alternativa Popular), Michelino Davico (independiente en el grupo GAL), la senadora Anna Cinzia Bonfrisco (del Partido Liberal Italiano) y Serenella Fucksia (exmiembro del Movimiento 5 Estrellas). Para que se constituyera el grupo parlamentario, requiriéndose un mínimo de diez miembros, se adhirió al nuevo grupo también el senador de Forza Italia Francesco Aracri. El objetivo del nuevo grupo, según Gaetano Quagliariello, era oponerse al Gobierno de Gentiloni junto a Forza Italia, la Liga Norte y otros partidos menores de centroderecha, planeando una amplia y cohesionada coalición de centroderecha para las elecciones generales italianas de 2018.